# Луківська сільська рада (Іршавський район)
| Луківська сільська рада — колишній орган місцевого самоврядування у Іршавському районі Закарпатської області з адміністративним центром у с. Луково. Розташована на берегах річки Боржава — в передгірській зоні Боржавських полонин. Сільській раді підпорядковані населені пункти: - с. Луково |

## Склад ради
Рада складалася з 18 депутатів та голови.

## Керівний склад сільської ради
| ПІБ                         | Основні відомості                                                             | Дата обрання | Дата звільнення |
| --------------------------- | ----------------------------------------------------------------------------- | ------------ | --------------- |
| Фанта Михайло Олександрович | Сільський голова, 1958 року народження, освіта, безпартійний                  | 26.03.2006   | 31.10.2010      |
| Пасуля Василь Михайлович    | Сільський голова, 1960 року народження, освіта вища, член партії Єдиний Центр | 31.10.2010   |                 |

Примітка: таблиця складена за даними джерела

## Культурні пам'ятки
На південній стороні села знаходиться Білецьке городище.
На території луківської с/ради діють дві церковні конфесії: православна та греко-католицька.

## Природні багатства
Залізна руда. Ще й дотепер зберігаються штольні-печери з яких добували залізну руду.

## Населення
За переписом населення України 2001 року в сільській раді мешкало 1558 осіб.

### Мова
Розподіл населення за рідною мовою за даними перепису 2001 року:
| Мова       | Відсоток |
| ---------- | -------- |
| українська | 98,72 %  |
| російська  | 1,16 %   |
| білоруська | 0,06 %   |